# 404P/Bressi
404P/Bressi è una cometa periodica appartenente alla famiglia delle comete gioviane; la cometa è stata scoperta dall'astronomo statunitense Terrence H. Bressi il 24 ottobre 2011, la sua riscoperta il 17 giugno 2020 ha permesso di numerarla. Unica particolarità della cometa è di avere una MOID col pianeta Giove di sole 0,244 ua, fatto che la rende soggetta a forti perturbazioni da parte di Giove: il 25 settembre 1918 i due corpi celesti passarono a sole 0,266 ua di distanza.